# Hugo Râmniceanu
Hugo Râmniceanu (6 februarie 1917 - 21 august 2008) a fost un om de afaceri, activist sionist și filantrop francez, evreu originar din România. A fost un industriaș care s-a remarcat în domeniul industriei textile în România și în Franța.   

## Biografie
Râmniceanu s-a născut în 1917 la Râmnicu Sărat cu numele de Hugo Leibovici.El era al doilea dintre cei șase copii ai lui Iancu Leibovici și Pessa născută Wertenstein.După căderea dictaturii antonesciene a studiat la Academia de Înalte Studii Comerciale și Industriale din București . În 1943 s-a căsătorit cu Valerie (Vally) Wender (1923-2009) cu care a avut doi copii - Gerald (n.1946) și Monique, căsătorită Barel.
În 1945 Râmniceanu a înființat împreună cu alții compania de textile Albion. În 1947 odată cu instaurarea regimului comunist a emigrat în Franța. Fabrica textilă din București pe care a condus-o a fost naționalizată și a devenit întreprinderea de tricotaje „Tânăra Gardă".
În Franța a fost, între altele,  co-proprietarul companiilor de textile Valmon  și Valrupt. După anii 1970 a întreținut relații de afaceri cu industria textilă din România. 
Râmniceanu a deținut posturi de conducere în asociații și organizații ale evreilor din Franța, fiind un timp președinte al Apelului Evreiesc Unificat (în ebraică Keren Hayessod). secția franceză, de asemenea a fost trezorierul Organizației evreiești de prim ajutor medical Maghen David Adom (Steaua lui David roșie) din Franța , președinte al Asociației amicilor francezi ai Universității din Tel Aviv. El s-a distins prin numeroase activități filantropice în favoarea cercetării științifice și vieții artistice și culturale din Israel, a integrării evreilor imigrați în Israel din URSS, Etiopia etc, a tratamentului invalizilor de război israelieni din Războiul de Yom Kipur, a Fondului Ierusalim etc. 
În 1987 el a înființat Premiul Hugo Râmniceanu pentru economie care este acordat anual de Universitatea Tel Aviv unor întreprinzători având merite deosebite în domeniul economiei, tehnologiei, cercetării și dezvoltarii Israelului .
Râmniceanu a locuit la Paris, apoi la bătrânețe, la Neuilly-sur-Seine, unde a decedat la 91 ani în 2008. A fost înmormântat la Cimitirul din Bagneux, Ile-de-France.

## Premii și onoruri
- 1988 - Doctor honoris causa al Universității din Tel Aviv
- Membru de onoare al Apelului Evreiesc Unificat
- O poartă a Universității din Tel Aviv îi poartă numele. De asemenea, un auditoriu din această universitate se numește Hugo și Vally Râmniceanu în memoria sa și a soției.